# My Ullmann
Maria Anna Amalie „My“ Ullmann (* 4. August 1905 in Wien; † 28. Juni 1995 in Konstanz) war eine österreichische Malerin, Grafikerin, Bühnen- und Kostümbildnerin.

## Leben und Ausbildung
My Ullmann wuchs als ältestes von vier Kindern des Wiener Seidenhändlers Franz Ullmann auf. Ihr Vater war studierter Architekt, die Mutter Konzertpianistin. Während des Ersten Weltkriegs wurde Ullmann im Rahmen eines Ernährungs-Hilfsprogramms nach Schweden geschickt. Sie besuchte in Wien die Volksschule und das Realgymnasium. Eine lebenslange Freundin war die spätere Schauspielerin Margarethe Noé von Nordberg. 1921, im Alter von 16 Jahren, begann Ullmann ihre Ausbildung an der Kunstgewerbeschule Wien. Dort besuchte sie den Unterricht von Carl Witzmann (Allgemeine Formenlehre), Franz Čižek (Ornamentale Formenlehre), Reinhold Klaus (Glasmalerei und Verbleiung, ab 1921/22) und Eugen Gustav Steinhof (Bildhauerei, ab 1924/25). Vor allem die Auseinandersetzung mit dem Kinetismus, der in Čižeks Unterricht ein Schwerpunkt war, sollte sich prägend auf ihre künstlerische Laufbahn auswirken. Im Juli/August 1924 fand Ullmanns erste Ausstellung mit der Čižek-Klasse statt, bei der es um Außen- und Innendekorationen zu einem Gesellschaftshaus in einem Theaterbau ging. Ullmann fertigte dafür einen konstruktivistischen Fries. Ihr Interesse für das Theater wurde durch die von Friedrich Kiesler organisierte Internationale Ausstellung neuer Theatertechnik bestärkt, die im Herbst 1924 u. a. Oskar Schlemmers Triadisches Ballett zeigte. Mit der Theater- und Revueausstattung eröffneten sich Ullmann neue Betätigungsfelder.
1925 schied Ullmann aus der Kunstgewerbeschule aus und lebte als freischaffende Künstlerin und Kunstgewerblerin in Wien. Zwischen 1927 und 1929 entstanden 19 Textilentwürfe für die Firma Joh. Backhausen & Söhne und sie begann als Werbegrafikerin zu arbeiten. 1931 wurde sie für die Kostümausstattung und die Werbegrafik der Festlichen Spiele in Luzern engagiert und war anschließend am Stadttheater Zürich tätig. Dozenturen in New York und Ankara schlug sie aus.
Im Frühjahr 1932 zog Ullmann nach Berlin, wo sie als Werbegrafikerin tätig war und an der Berliner Textil- und Modeschule unterrichtete. 1933 entwarf sie die Kostüme für den Berliner Faschingsball Die bunte Laterne des Vereins für deutsches Kunstgewerbe und versuchte am Theater Fuß zu fassen. Für die Spielzeit 1935/36 wurde Ullmann als Bühnenbildnerin und Leiterin der Kostümwerkstätten an das Theater in Münster verpflichtet, bis Mai 1940 war sie dann an den Theatern in Dortmund und Gelsenkirchen tätig. 1938 besuchte sie ihre Schwester Elisabeth Toccafondi in Florenz, für die sie Möbel entwarf, von denen sich heute ein teil im Museum für angewandte Kunst in Wien befinden.
1940 kam ihre Tochter Barbara auf die Welt. 1942 heiratete sie in Wien den 27 Jahre älteren Hamburger Baudirektor Gerhard Reye. Durch die Eheschließung erlangte Ullmann die deutsche Staatsbürgerschaft. 1943 folgte sie ihrem Mann nach Lübeck, wo sie das Ende des Zweiten Weltkriegs erlebte. 1946 führte für die englischen Besatzer verschiedene Inneneinrichtungen aus, u. a. das Lokal im „Royal Navy Headquarters“ in Lübeck. Im September zog sie nach Mittenwald in Bayern. 1948 wurde die Ehe mit Gerhard Reye geschieden, wenig später heiratete sie den Geiger Walter Jauch. Die Familie lebte zunächst am Starnberger See, später in München. 1950 kam der Sohn Christoph auf die Welt. 1958 wurde ihre zweite Ehe geschieden. Im August übersiedelte Ullmann nach Münster. Dort eröffnete sie MY STUDIO – Innenraumgestaltung und spezialisiert sich auf architektonische Raum- und Wandgestaltungen. In den Jahren bis 1970 realisierte sie zahlreiche Kunst-am-Bau-Projekte in Nordrhein-Westfalen, u. a. im Verwaltungsgebäude der VIAG in Bonn. Von diesen Werken haben sich nur wenige erhalten. 1973 zog Ullmann nach Ballrechten-Dottingen, Landkreis Breisgau-Hochschwarzwald, 1975 nach Konstanz, wo sie bis zu ihrem Tod zurückgezogen lebte.

## Werk und Stil

### Einflüsse: Wiener Kinetismus
1920 kam es anlässlich der Eröffnung der Kunstschau im Museum für Kunst und Industrie in Wien zu einer ersten öffentlichen Präsentation des Kinetimus. Dieser leitet sich nach der Definition seines Begründers Franz Čižek von dem griechischen Wort kinesis bzw. kinein („Bewegung“, „bewegen“) ab. Dabei ist der Wiener Kinetismus eine avantgardistische Kunstrichtung, die sich exklusiv im Umfeld der Kunstgewerbeschule um Franz Čižek ausbildete. In dessen Unterricht wurden die Schüler dazu angehalten, sich mit Expressionismus, Kubismus und Futurismus auseinanderzusetzen. Der Fokus lag dabei auf den Aspekten der Dynamik, Bewegung und Veränderung. Der daraus entwickelte Kinetismus verfolgte das Ziel einer rhythmischen Komposition und die Darstellung verschiedener, simultan ablaufender Bewegungsprozesse.
Die drei bekanntesten und erfolgreichsten Schülerinnen Čižeks – Erika Giovanna Klien, Elisabeth Karlinsky und My Ullmann – wurden aufgrund ihres Talents und ihrer exzentrischen Persönlichkeiten an der Kunstgewerbeschule als Trio infernale bezeichnet. Auch nach dem Studium blieben sie künstlerisch tätig, doch in Wien geriet der Kinetismus bald in Vergessenheit.

### Kunstschaffen
Ullmann arbeitete zeitlebens im Stil des Kinetismus. Ihr Zugehörigkeitsgefühl zur Wiener Schule unterstrich die Künstlerin, indem sie ihre Arbeiten ab 1922 in Anlehnung an den griechischen Ursprung der Wortschöpfung Kinetismus mit der lateinischen Transkription des griechischen M ihres Vornamens als My signierte. Bereits während ihrer Ausbildung 1923 hatte die Künstlerin ein für ihr Schaffen charakteristisches Bildverfahren entwickelt: Mit raschem Pinselstrich aufgetragene figurative Elemente werden in abstrakte, simultanistische Bildstrukturen mit psychedelischem Effekt und leuchtendem Kolorit eingebunden. Dabei fungiert das Quadrat zumeist als Grundform.  Die dem Kinetismus immanenten Prinzipien der Gleichzeitigkeit und des dynamischen Formenspiels sind auch die Stilmittel in Ullmanns Werken, wobei sie sich vor allem für die Darstellung des Tanzes interessierte, der aufgrund seiner Bewegungsabläufe ein geläufiges Motiv im Kinetismus war.
In ihrer werbegrafischen Arbeit verstand es Ullmann, die Eigenarten des Produkts herauszustellen und bediente sich dafür verschiedenster Stilmittel. Schon früh bezog sie die Fotocollage und die moderne Typografie in ihre Entwürfe ein. Ihre seit 1931 entstandenen Kostümentwürfe bestechen durch Phantasie und Witz. Die seit 1960 entstandenen Kunst-am-Bau-Projekte fielen durch die lyrische Kraft ihrer Erscheinung und den Einfallsreichtum auf, mit dem Ullmann verschiedene Materialien zu verbinden wusste. Dabei stand der Mensch im Mittelpunkt ihrer Gestaltung; auch als Ullmann vom figurativen Abbild abrückte und sich stärker an naturwissenschaftlichen Themen orientierten, blieb das Humane ihr Leitprinzip.

## Ausstellungen
- 1925: Internationale Kunstgewerbeausstellung, Paris
- 1927: „Künstler im Kunsthandwerk und in der Industrie“, Österreichisches Museum, Wien
- 1929: Ausstellung zum 60-jährigen Jubiläum der Kunstgewerbeschule, Kunstgewerbeschule Wien
- 1929/1930: „Wiener Raumkünstler“, Österreichisches Museum, Wien
- 1989: My Ullmann, Galerie in der Walfischgasse, Wien
- 1997: „Hommage à My Ullmann.“ Restaurierte Bilder aus Archiv und Sammlung der Hochschule, Heiligenkreuzerhof, Wien
- 2001: „Farbenlust und Formgedanken“, Universität für angewandte Kunst Wien
- 2006: „Kinetismus. Wien entdeckt die Avantgarde“, Wien Museum
- 2011: „Dynamik! Kubismus / Futurismus / KINETISMUS,“ Belvedere Wien
- 2020: „Schall und Rauch – die wilden Zwanziger. Von Josephine Baker bis Thomas Ruff“, Kunsthaus Zürich
- 2023/2024: „My Ullmann. 1905–1985. Bilder, Bühne, Kunst am Bau.“ Städtische Wessenberg-Galerie Konstanz und Museum für angewandte Kunst Wien.